# Dača
Dača (Дача) è un film del 1973 diretto da Konstantin Naumovič Voinov.

## Trama
Avendo messo da parte i soldi per la dacia e avendo scelto una casa adatta, i Petrov decisero di non esitare a prenderne la proprietà. La moglie va direttamente dalla cassa di risparmio al giardino e il marito deve pagare i proprietari a Mosca. Tuttavia, una grossa mazzetta di denaro scompare dalla sua tasca.